# Магала
Магала́ — село в Україні, у Чернівецькому районі Чернівецької області. Центр Магальської сільської громади.

## Герб
Щит з вузькою лазуровою базою перетятий і напіврозтятий. У першій частині, перетятій лазуровим і золотим, поверх всього золоті муровані чорними міські ворота з трьома відкритими отворами, середній вище, з трьома лазуровими вежами з хрестами, середня обтяжена чорним хрестом. У другій частині срібна голова зубра, що супроводжується зверху срібною п'ятикутною зіркою, справа срібною квіткою, зліва срібним півмісяцем, знизу праворуч п'ятьма срібними буковими листками, а знизу зліва - п'ятьма срібними дубовими листками. У третій частині срібний пам'ятник, поверх нього срібна розкрита книга у перев'яз справа. Щит поміщений на срібний картуш з написом "1472" та увінчаний золотою короною з написом "MAHALA".

## Археологія
Коли виникло село Магала — невідомо, але відомо, що на цій території з давніх-давен жили та працювали люди. Археологи виявили на території села культурні комплекси багатьох найрізноманітніших культур: трипільської, галіградської або фракійського гальштату, комарівської, лукашівської, слов'янської (VIII—X століття) та давньоруської (XII—XV століття).

## Історія
Вперше село Магала згадується під час існування Молдавського Князівства, яке було утворено у 1359 році воєводою Богданом І (1359—1365 роки). Молдовське Князівство у тривалому протиборстві із сусідніми Польщею та Угорщиною відстояло свою незалежність і зміцнило свою владу над тією частиною земель, що згодом почало називатись Буковиною.
XV століття — це вершина, розквіт Молдовського князівства. Він пов'язаний з іменами Олександра Доброго (1401—1433 роки) та Штефана Великого (1457—1504 роки). Штефан Великий розширив кордони держави до Чорного моря. Бачучи небезпеку з боку Туреччини, визнав зверхність Угорщини і разом з нею переміг турків. За це у 1476 року турки напали на Молдову і дійшли до Сучави та Хотина. Наш край зазнав сильного спустошення, ймовірно й наше село. Новий набіг турків відбувся у 1485 році, внаслідок чого села Хотинської та Чернівецької волості були розорені, ймовірно й наше село.
Саме до часу князювання Штефана Великого відноситься перша документальна згадка про наше село. Вперше село Магала згадується в документах Церковного фонду у XV столітті під назвою Остріца. З тих самих документів відомо, що село та помістя Остріца були подаровані Штефаном Великим монастирю Путна. Про це свідчить запис у дарчій грамоті Стефана Великого від 25 квітня 1472 року. В ній вказані межі цього помістя: Хукеу — на сході, Станіхор — на заході, Долха — на півночі, води Прута — на півдні (всі назви збереглися в селі й до тепер). Тобто немає ніяких сумнівів, що Остріца XV століття це село Магала. У тій же дарчій грамоті вказано, що Штефан Великий дарує монастирю Путна село «яке знаходиться на Пруті, а саме Остріца з місцем для млина на Пруті». Це село було придбано володарем Молдови за 200 татарських злотів від Табучі з Кобили, його брата Пожара та їхньої сестри Настасії. Це було їхнє помістя, здобуте на основі давніх привілеїв від володаря Молдови Олександра Доброго.
У Молдовській державі всі землі належали господареві. Великими земельними наділами володіла церква — монастирям і єпископствам належало близько 200 сіл, у тому числі і наше село належало Путнянському монастирю.
До першої третини XVI ст. селяни були особисто вільними.
У другій половині XVI—XVII століть край був мало заселений. Села були невеликими — 10-20 дворів. Ймовірно таким було й наше село, ніяких документів за цей період не маємо. Основою господарства було землеробство. Збиралось багато хліба, про що свідчить поява великої кількості млинів. Почали вирощувати нові культури — кукурудзу (кінець XVI століття), виноград (XVI століття), появились фруктові сади. Вирощували велику і малу рогату худобу, свиней, коней, займались бджільництвом.
Вперше російські війська з'явились на Буковині у 1709 році під час переслідування відступаючих шведів та козаків. Це був один з приводів до російсько-турецької війни, яка закінчилась Прутським миром 1711 року. Потім були російсько-турецькі війни 1735—1739 років, 1768—1774 років. За переписом населення, проведеним генералом Петром Румянцевим у 1772—1773 роках, у Магалі було 65 дворів. За Кючук-Кайнарджійським миром, Молдовське князівство було повернуто Туреччині, але під час виводу російських військ з Буковини, сюди увійшли австрійські війська.
У січні 1775 року, як наслідок своєї нейтральності, якої додержувалося у військовому конфлікті 1768—1774 років між Туреччиною та Росією, Габсбурзька монархія отримала частину території Молдови, територію, під назвою Буковина. Після анексії Буковини Габсбурзькою монархією у 1775 року село Магала належала до Герцогства Буковина, дистрикту Садгора (нім. Sadagora).
У 1774 році село Магала разом з селом Буда та Котул Остріци мало 85 сімей (30 у Магалі, 25 у Буди, та 30 у Котул Остріци — разом 345 душ). Це було як єдине село. Географічно у центрі була Магала, на заході — Буда та Котул Остріци на сході.
1 жовтня 1777 року, за 2 роки після анексії Буковини, населення цієї провінції (яке тоді називалося «Австрійська Молдова») присягнуло на вірність та підданство («Huldigung») імператриці Австрії Марії-Терезії та її сину Йосіфу II, якій згодом став імператором (1780—1790). Цей документ зберігається в архівах у Відні. У цьому документі зазначено вже село Магала а це означає, що зміна назви з Остріци у Магалу було зроблено ще до 1777 р., але невідомо коли. Можливо, це було у 1713—1715 роках, коли турки захопили Хотинську фортецю та включили до Хотинської раї село Остриця, яке турки назвали Магала, тобто на турецькій мові окраїна, край.
Після 1775 року село Магала жило патріархальним життям, як і всі села Буковини. Основними галузями сільського господарства продовжували залишатись землеробство і тваринництво. До 1786 року селяни відробляли 12 днів панщини в рік (по 4 дні в різні пори року від сходу до заходу сонця) і платили десятину. Значна частина селян займалась домашніми промислами ̶ ткацтвом, шевством, гончарством, деревообробкою, плетінням із соломи та лози, виготовленням пристроїв, знарядь прощі та інструментів. 1784 року у селі мешкало 164 селянських родин.
Внаслідок революції 1848—1849 років на Буковині було скасовано панщину, десятину, пропінацію. Характерною особливістю аграрних відносин на селі було малоземелля.
Однак у австрійській період були певні зрушення в розвитку культури. Так у 1818 році у Магалі була побудована кам'яна Троїцька (замість старої дерев'яної, яка була побудована у 1774 році, перенесена у 1874 році в Клокучку), яка є пам'ятником архітектури. Упродовж 1857—1861 років велося листування з православної консисторією Буковини і Садгірською повітовою управою за проханням жителів Магалянської громади на побудову трикласної школи. Школа була заснована у 1860 році. У селі на цей час мешкало 4084 осіб. Трикласну школу відвідувало 675 учнів (291 хлопців та 384 дівчат). Серед них було 664 молдован. Вчителями були: Скалат Дмитро, Бенка-Костянтину Василь, Бенка-Костянтину Євгенія. У 1885 році була побудована нова, кам'яна школа, яка мала 5 класів.
З 1855 року громада користувалася власною гербовою печаткою із зображенням каплиці з хрестом, обабіч якого дві ялини; над гербом, по колу, напис німецькою мовою «Siegel der Gemeinde Mahala» («Печатка громади Магала»). 1885 року для поселення було виготовлено нову печатку з аналогічною символікою.
З початком Першої світової війни Буковина утворила південну частину Східноєвропейського ТВД і у районі, де лежить село Магала почалися бойові дії між австро-угорськими і російськими військами. Навесні 1915 року фронт змістився у бік державного кордону і село опинилося на лінії вогню. У червні село лежало вже у запіллі австро-угорського XI корпусу і там розміщувалися резерви.
4 червня 1916 року почався російський наступ, відомий під назвою «Брусиловський прорив». Австро-угорські війська не втримали переважаючого ворога і відступили спочатку на Прут, а невдовзі на карпатські позиції у південну Буковину. Росіяни окупували майже всю Буковину. Вагомі зміни на фронті сталися лише влітку 1917 року після провалу літнього наступу військ Південно-західного фронту. 19 липня союзні австро-угорські і німецькі війська здійснили контрофензиву і невдовзі розгромили ворожі війська у Галичині. В другій половині липня становище російських військ на лівому фланзі їхнього фронту ускладнилося і вони почали відступ з Буковини. У ніч на 3 серпня росіяни опустили позиції перед Чернівцями. Цього дня місто було визволене з тривалої російської окупації. 4 серпня частини австро-угорської 3-ї армії і комбінована група фельдмаршал-лейтенанта Фабіні вийшли на австро-російський державний кордон і навіть перетнули його. Магала знову опинилася у запіллі австро-угорських військ.
У листопаді 1918 році війна закінчилася. Після розпаду Австро-Угорщини Королівський уряд Румунії 5 листопада 1918 року наказав військам окупувати Буковину. Цю операцію здійснювала 8-ма піхотна дивізія генерала Якоба Задіка. 11 листопада 1918 року у с. Магала вступив загін королівсько-румунської армії під командуванням капітана Арама.
Після другої світової війни село разом з усією Буковиною входить до складу Радянського Союзу, а від 1991 року — у складі України.

## Населення
Населення становить 8876 осіб.

### Мова
Розподіл населення за рідною мовою за даними перепису 2001 року:
| Мова       | Кількість | Відсоток |
| ---------- | --------- | -------- |
| румунська  | 2361      | 92.52%   |
| українська | 152       | 5.96%    |
| російська  | 37        | 1.44%    |
| болгарська | 2         | 0.08%    |
| Усього     | 2552      | 100%     |

## Економіка
На території сільської ради розташовані такі організації та установи:
- ШБУ — 60
- Асфальтний завод міської ради
- Рембудсервіс ЛТД
- ДКП «Чернівціводоканал»
- ВАТ «Чернівцігаз»
- Роксолана — ЮМВ
- АЗС-8
- Кафе «Ластівка»
- Магазин «Наталі»
- Млин
- Кафе «Білий дім»
- 3 пекарні
- 33 — торговельні точки
- Фермерські господарства «Агро-Голд», «Агро-Нік», «Міхандж — Д», «АМГ — Агро»

## Освіта
В селі є дві школи, у яких понад 80 мудрих, чесних та працьовитих вчителів сіють розумне, добре, вічне в тендітні душі дітей, які стають лікарями, вчителями, програмістами, менеджерами і просто гарними людьми із великими та щирими душами, завжди готових прийти на допомогу.
2 загальноосвітніх школи:
- Острицька ЗОШ, де працюють 45 вчителів й навчаються 296 учнів.
- Магальська ЗОШ — працюють 46 вчителів та навчаються 401 учнів.

Також в селі Магала розташований дитячий будинок-інтернат, розрахований на 65 дітей, працюють 79 осіб, які виховують та доглядають за дітьми. На території дитячого будинку-інтернату є власне господарство, де утримується велика рогата худоба, свині, птиця, а також рахується декілька гектарів землі, на якій вирощують овочі, картопля, кукурудза, багатолітні трави для скота, тощо.

## Релігія
Чотири церкви, які діють на території села заповнюють душу та серця людей мудрим та всеперемагаючим словом Божим. 3 православні церкви («Святого духу» — с. Остриця, «Святої Тройці» — с. Магала, «Стефана Великого» — с. Буда)
1 Молитовний будинок (Церква Адвентистів Сьомого Дня).

## Пам'ятки
- Буковинський урочистий вінок з ковилою - об'єкт нематеріальної спадщини України. В такому вінку дружки та наречена ходять запрошувати на весілля. Шиють вінок на замовлення у майстринь.[5]

## Відомі люди
- Дмитро Попичук — український виконавець на народних інструментах, заслужений діяч мистецтв України.
- Філомела Пітею-Джорджеску — румунська оперна співачка (мецо-сопрано), заслужена артистка Румунії.
- Марина Буличева — редакторка Суспільне Чернівці та ведуча програм "Школа вдома", "Точка дотику" , "Прайм-тайм" та "Ок, я тобі поясню"

## Світлини

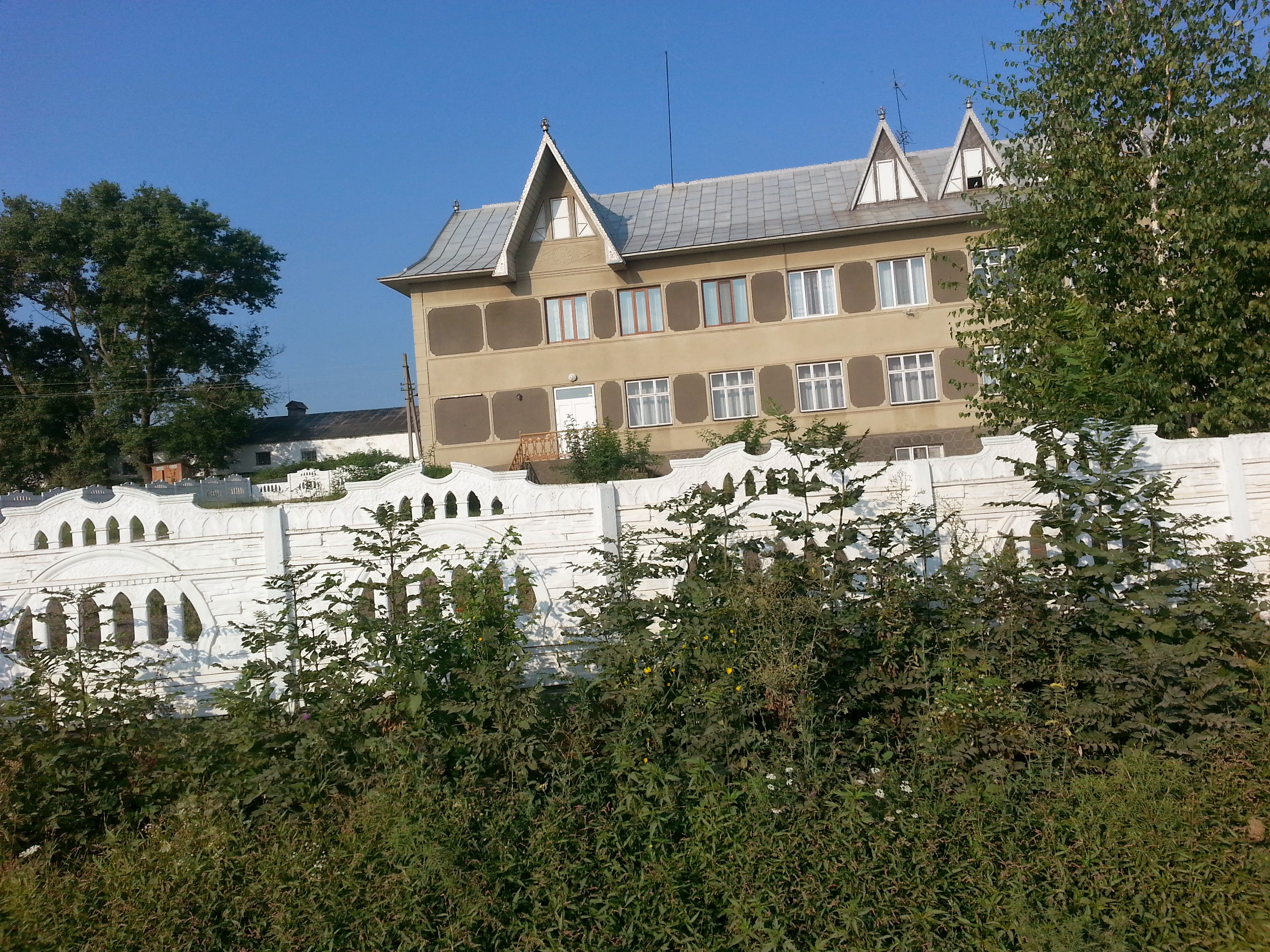
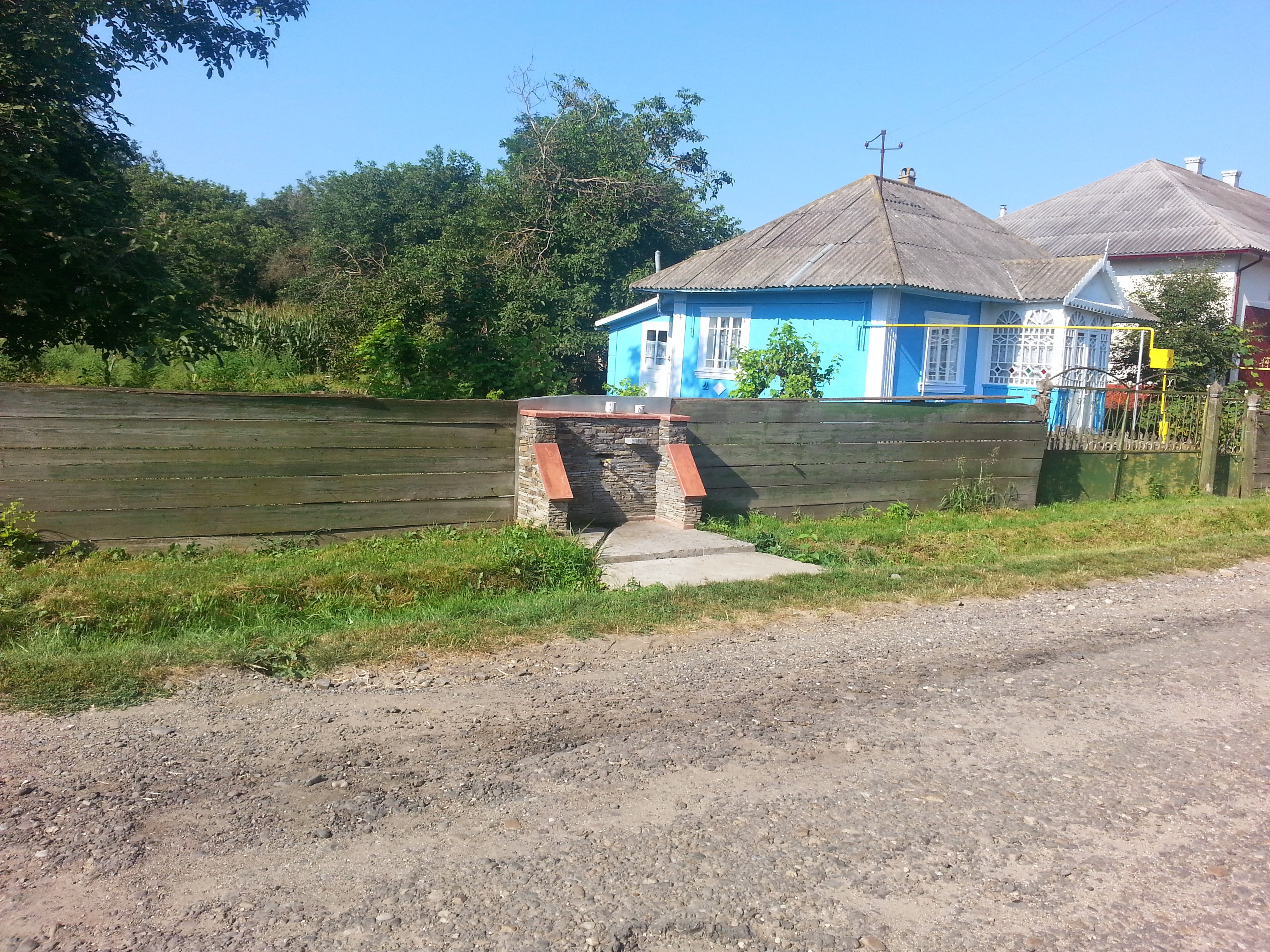
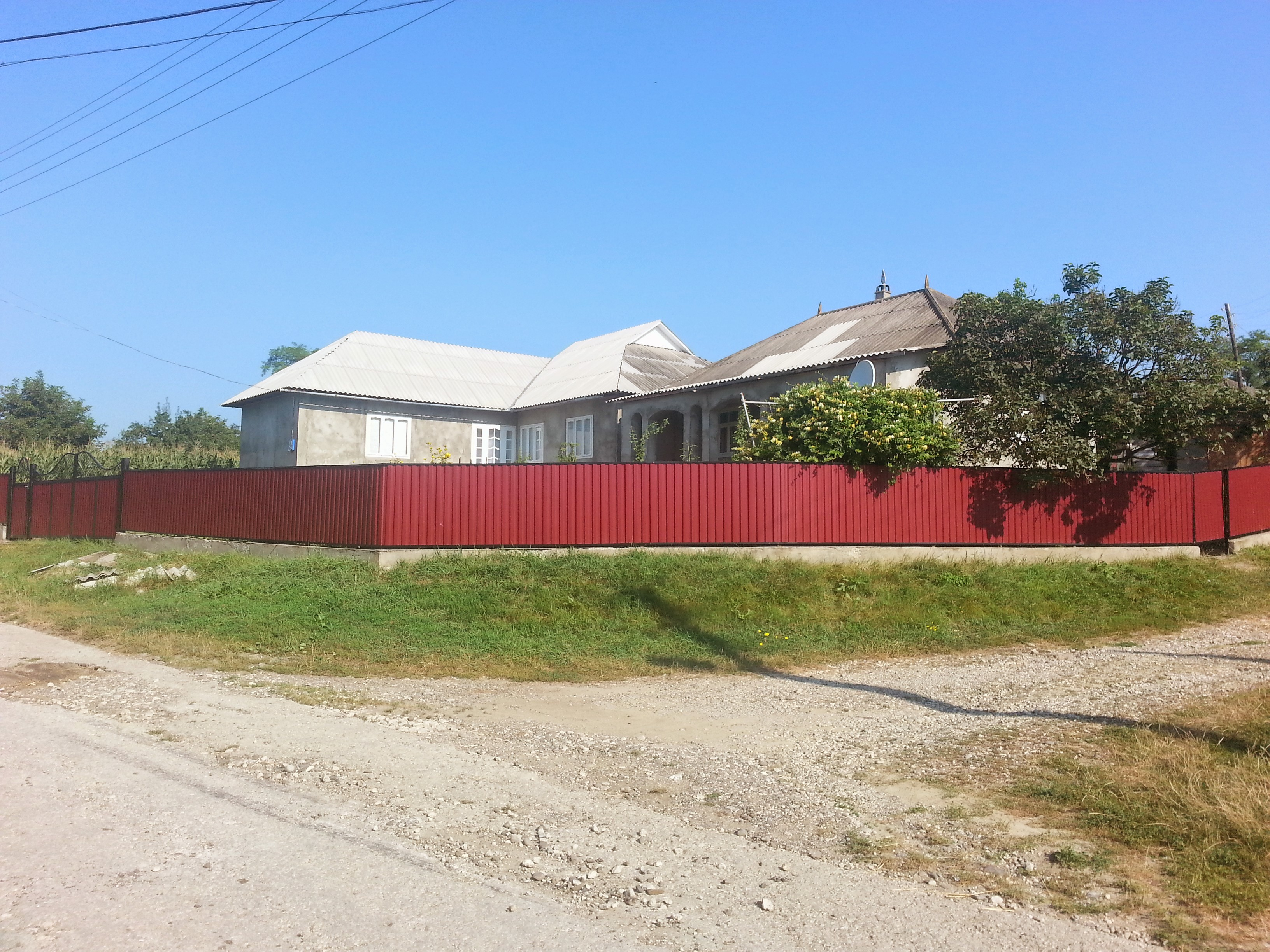
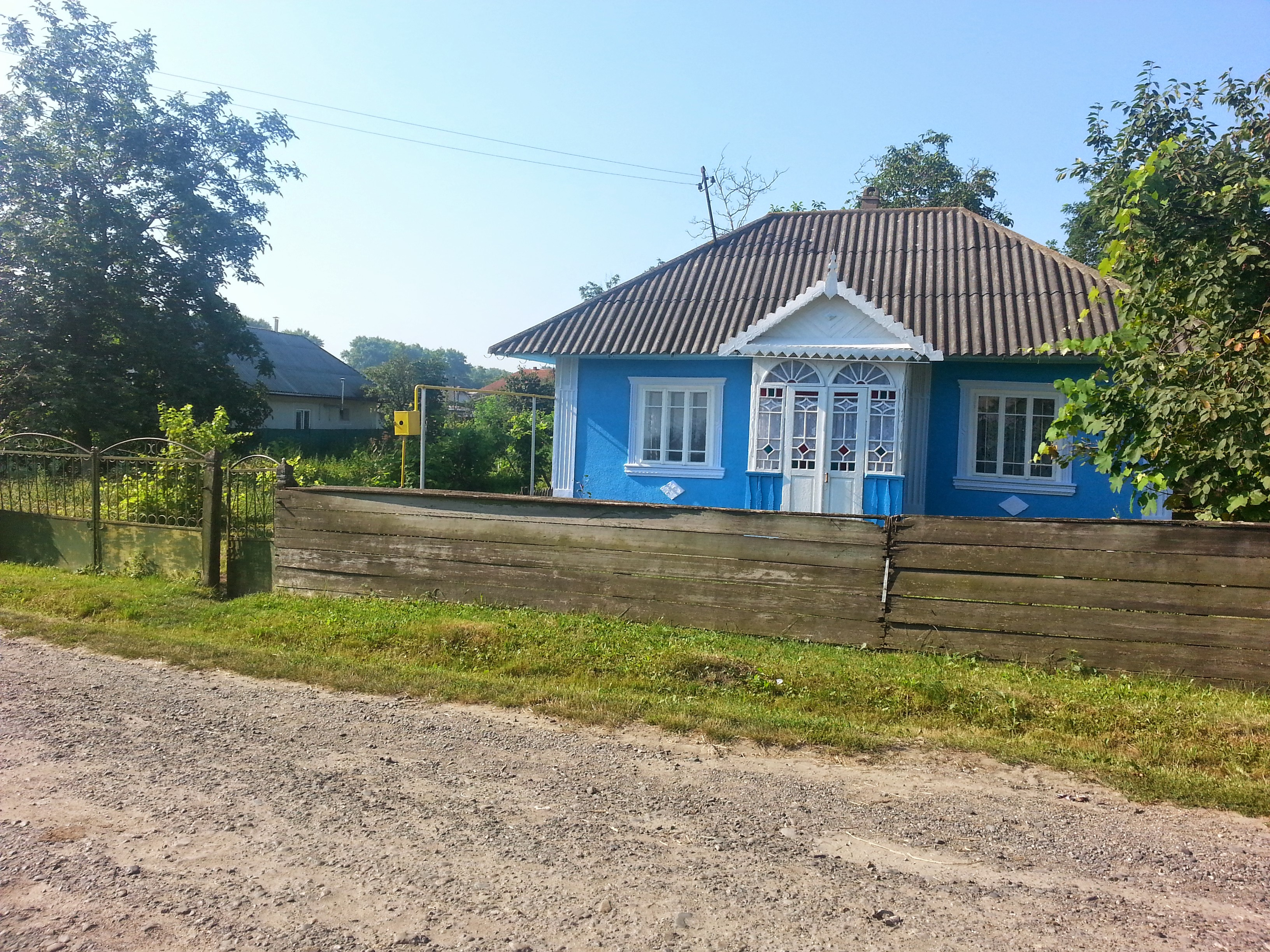
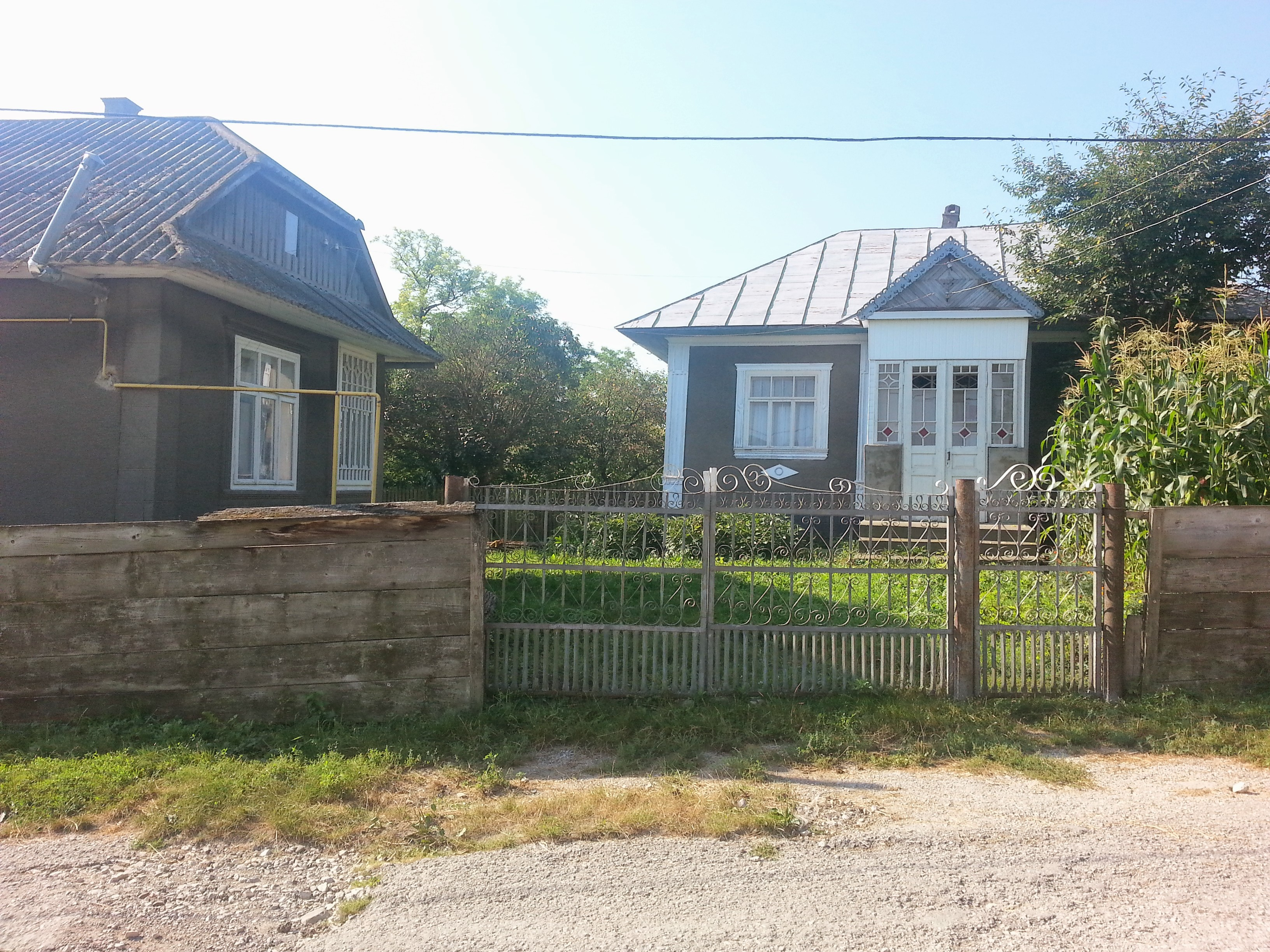
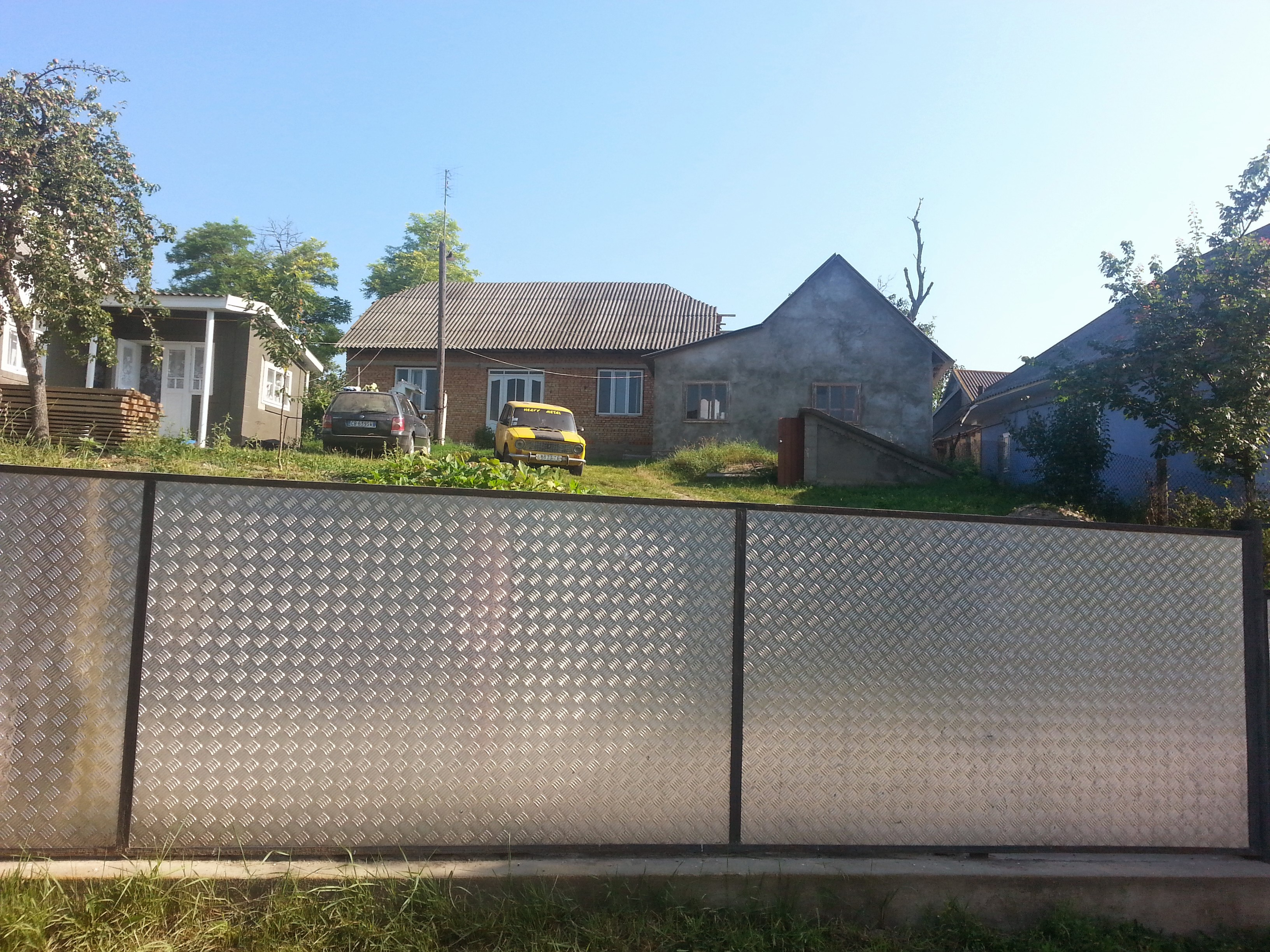
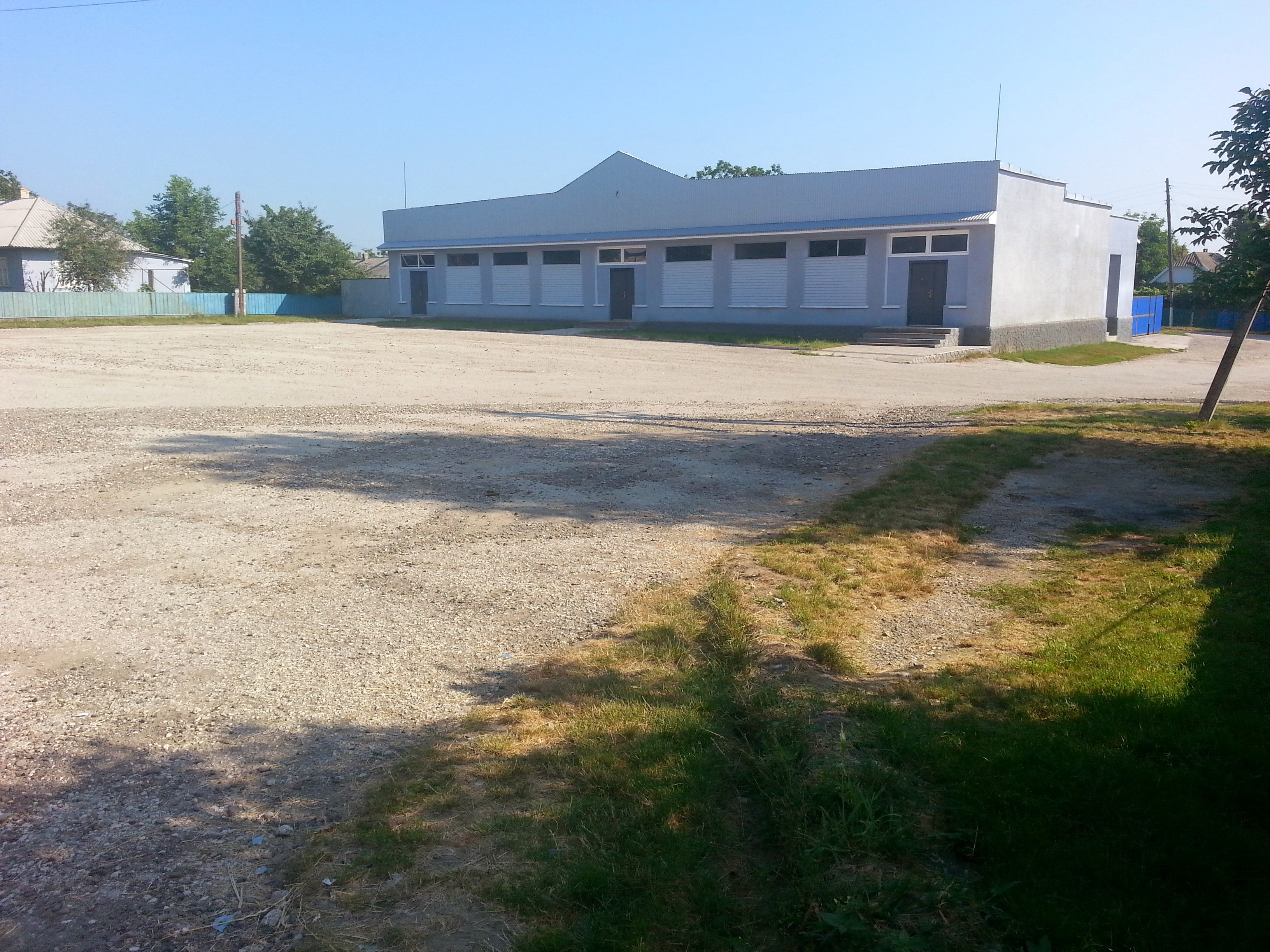
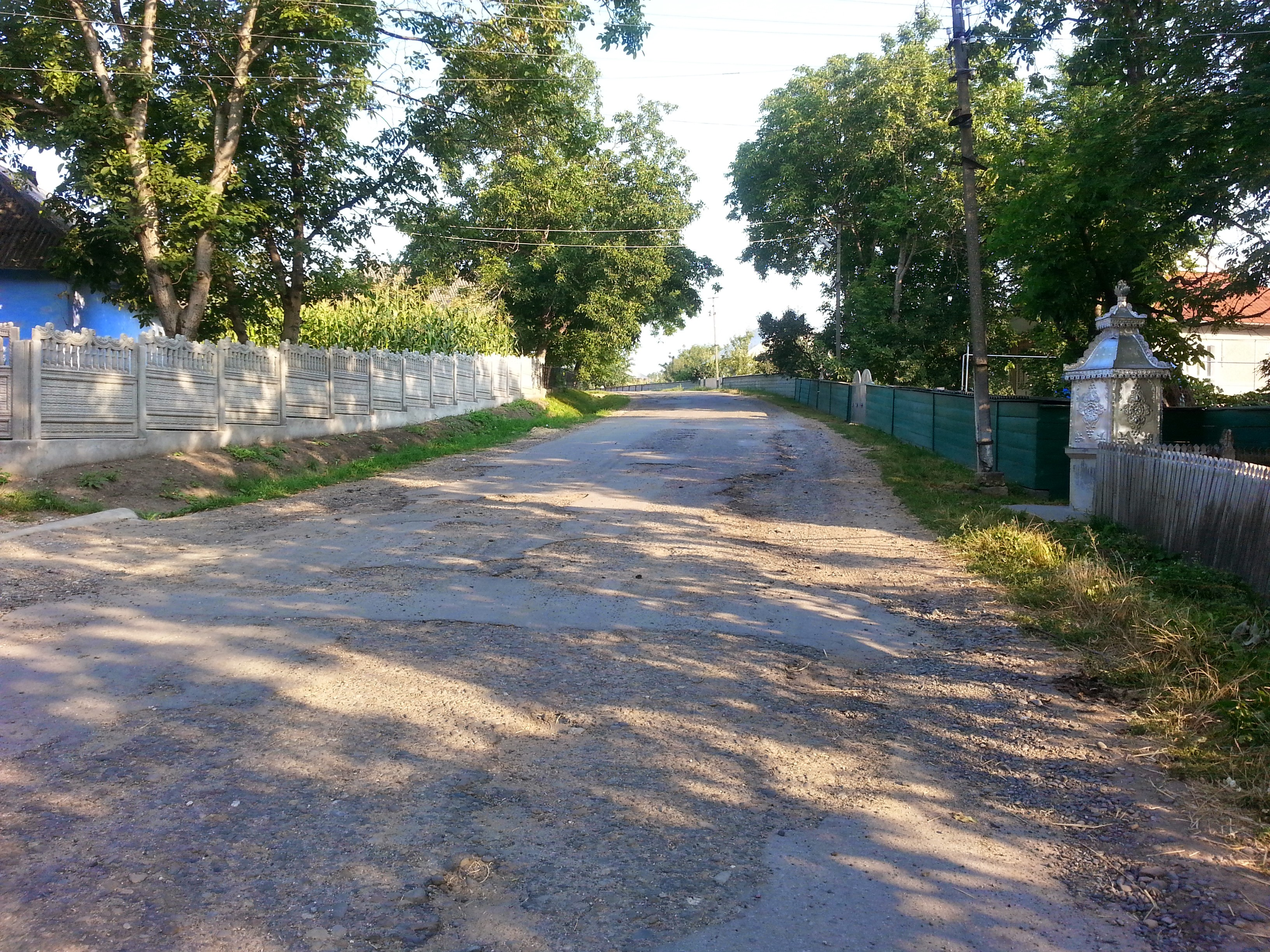
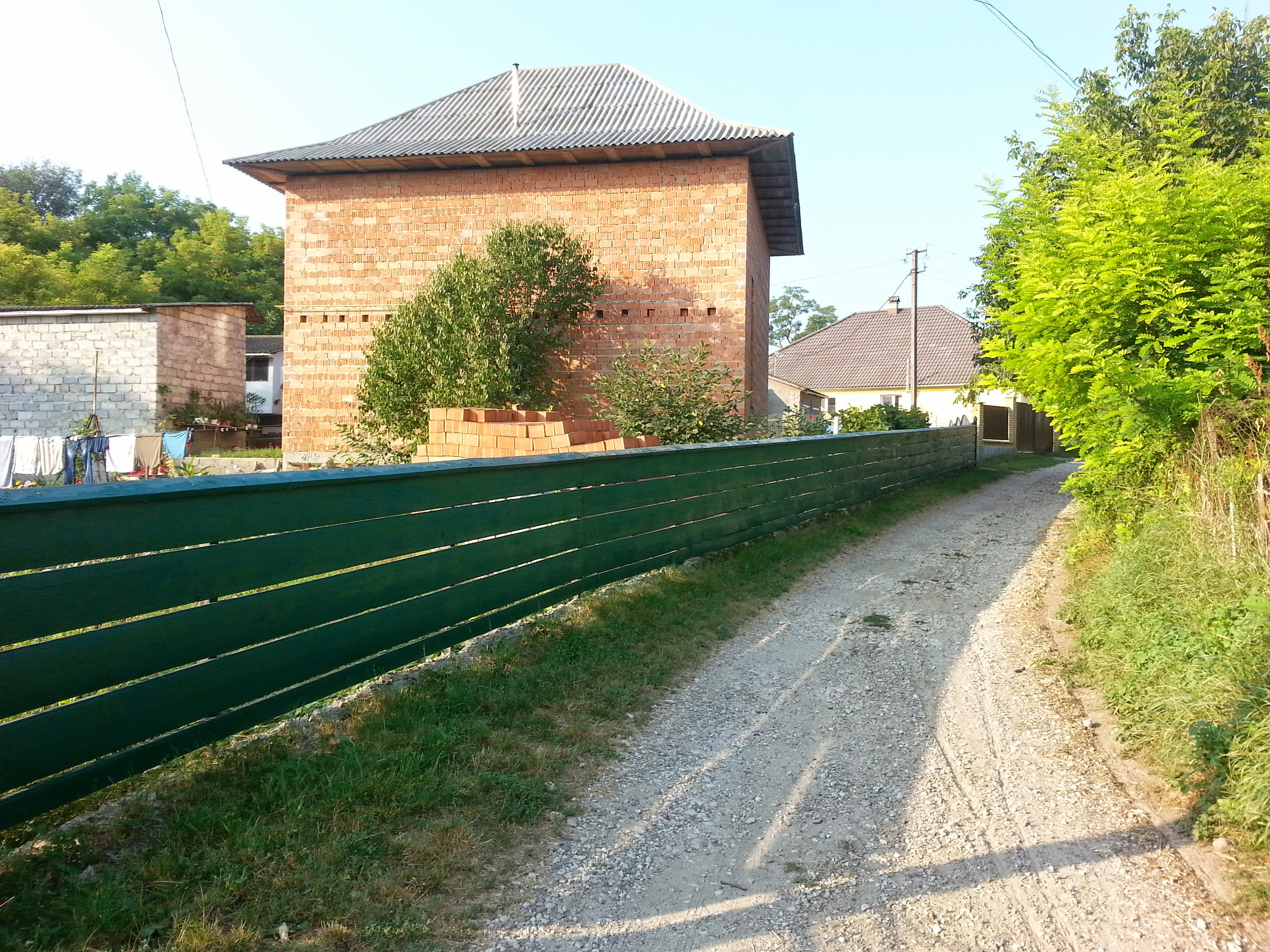
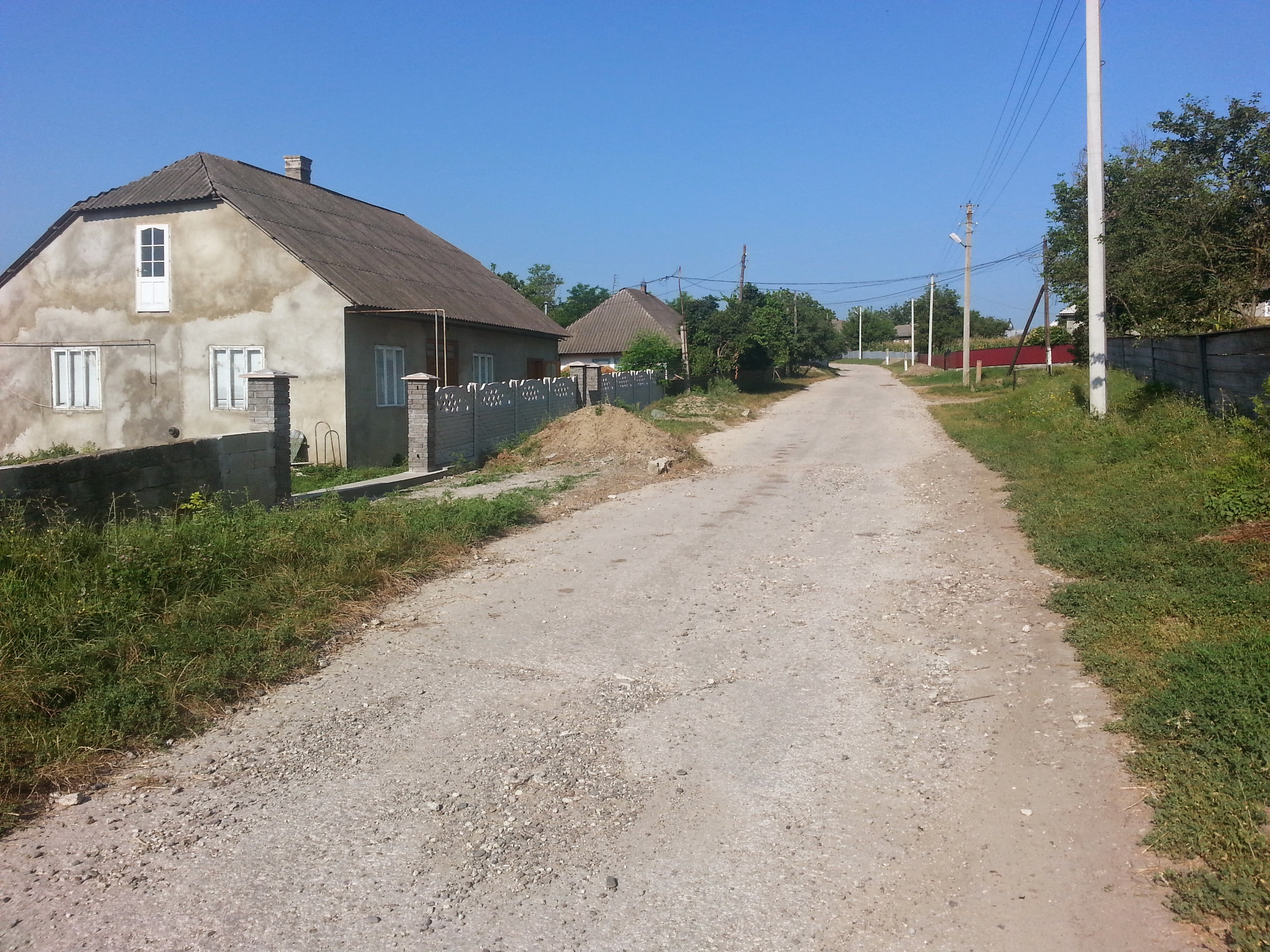
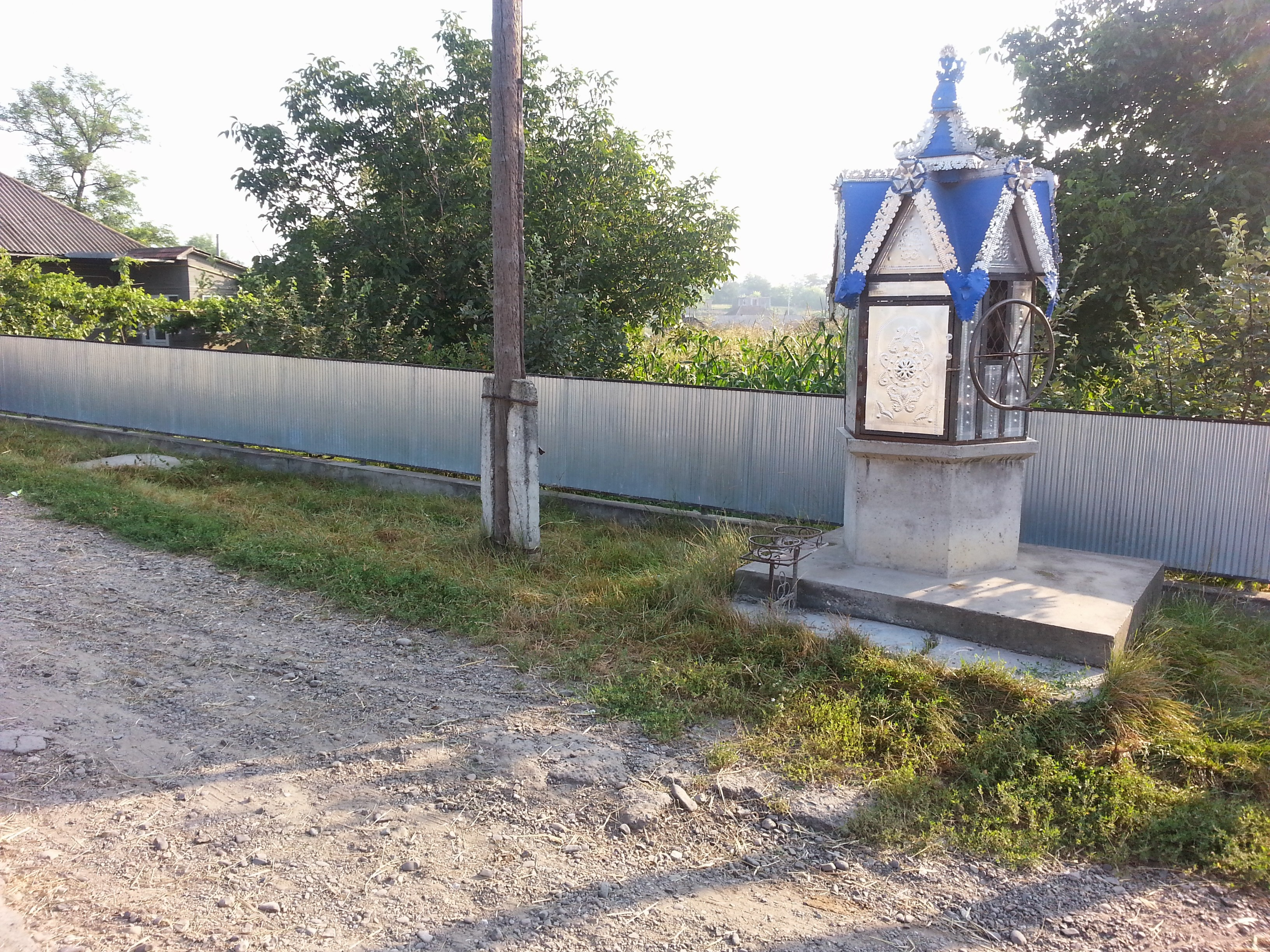
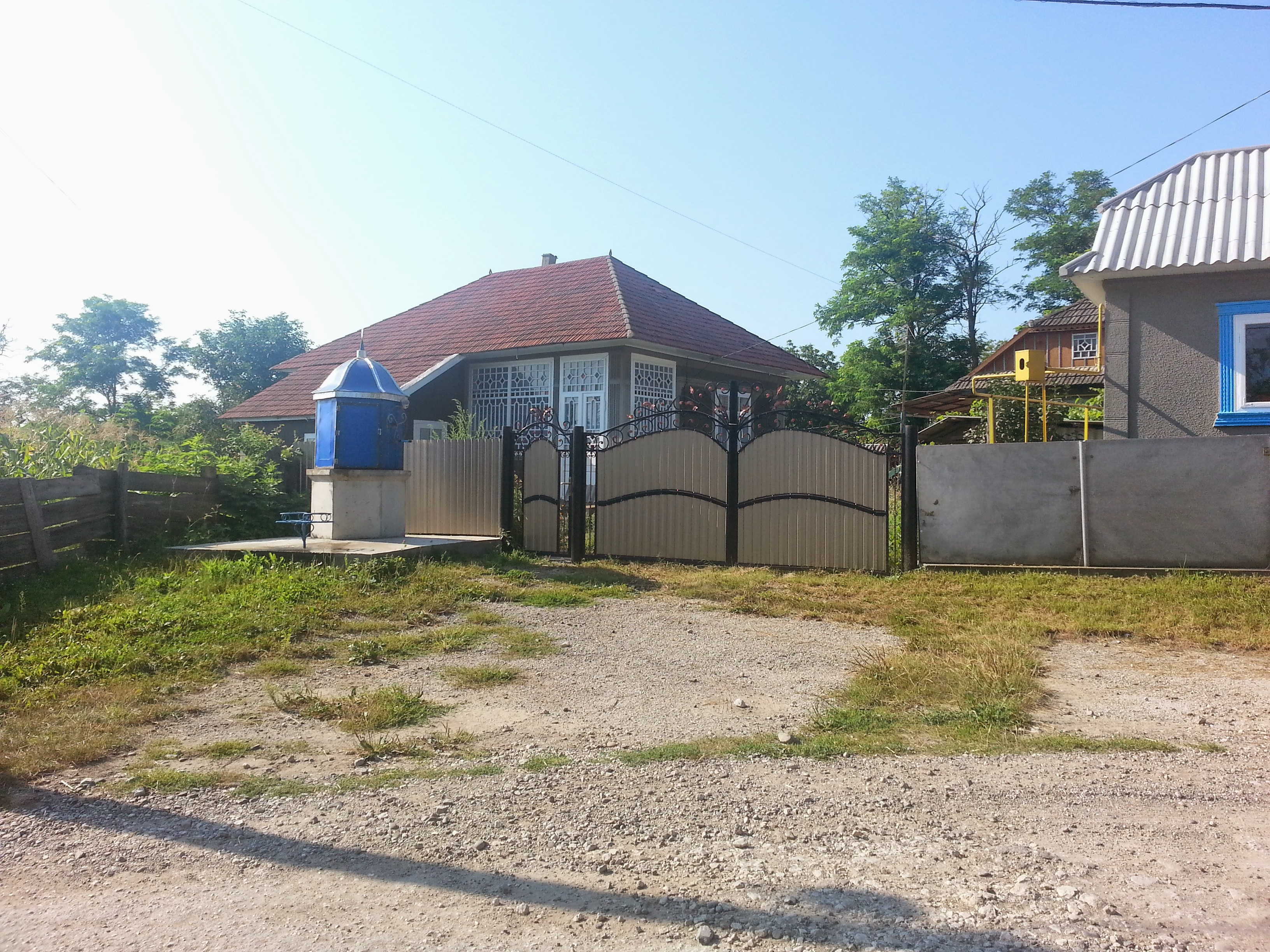
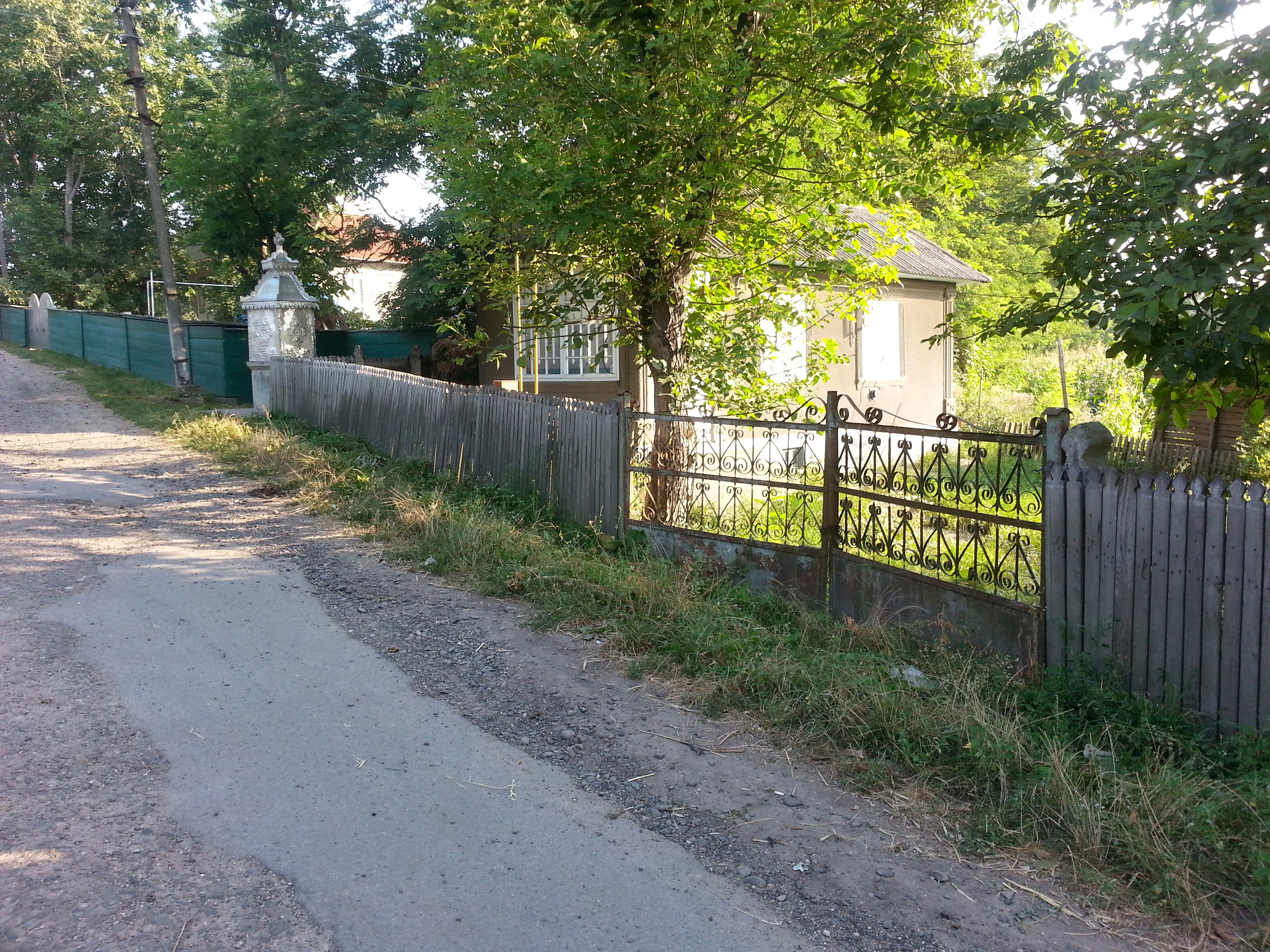
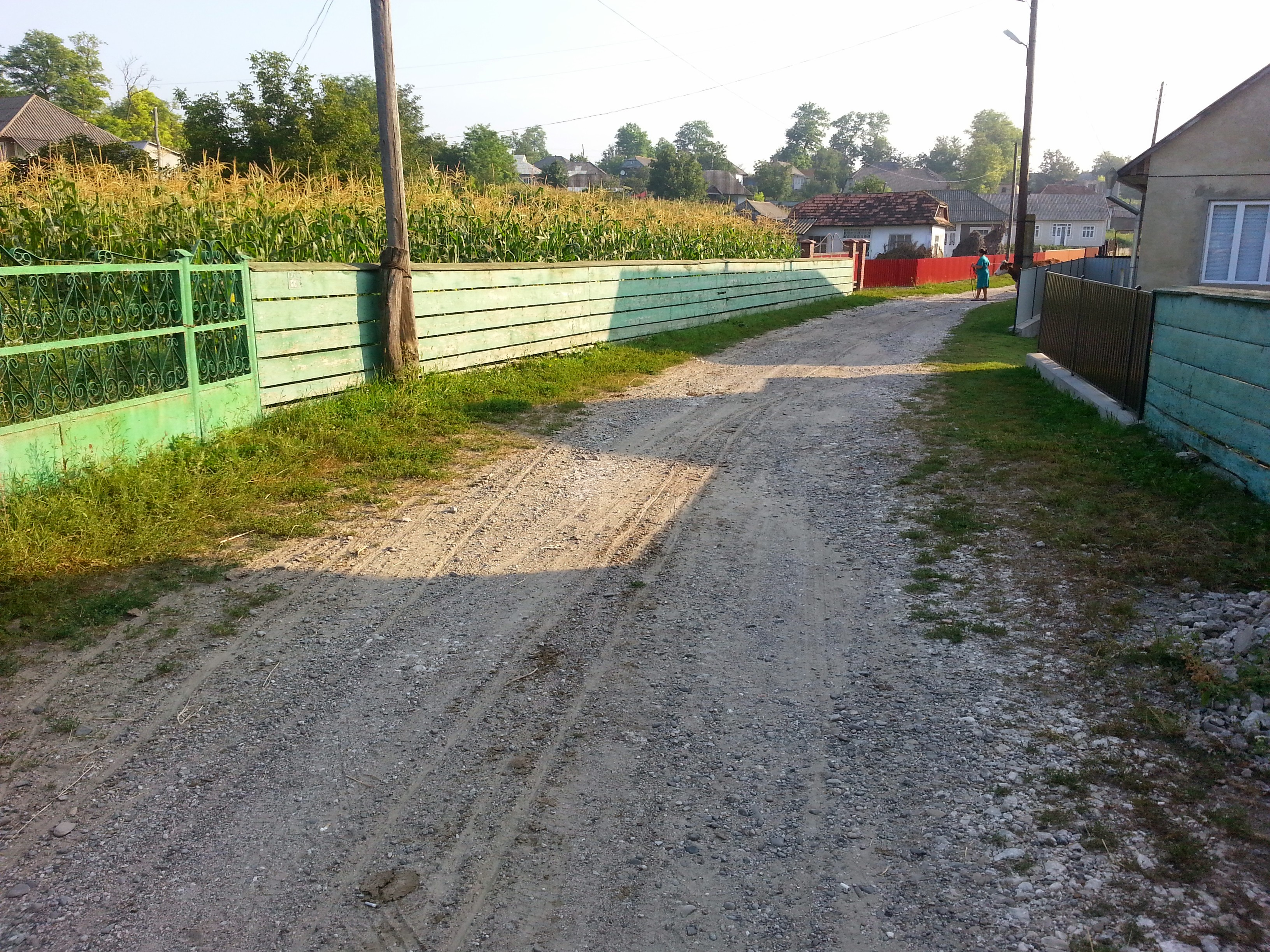
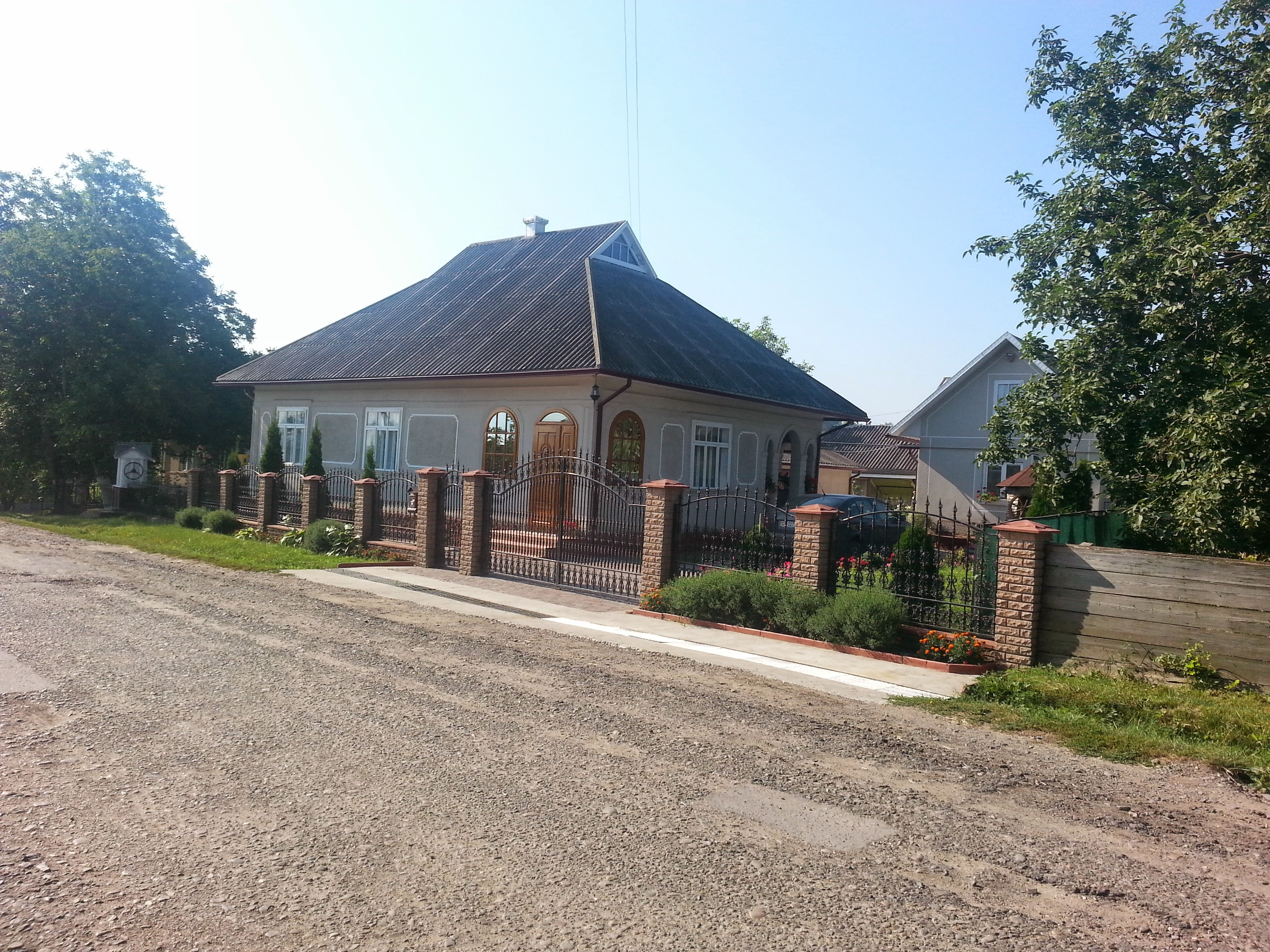
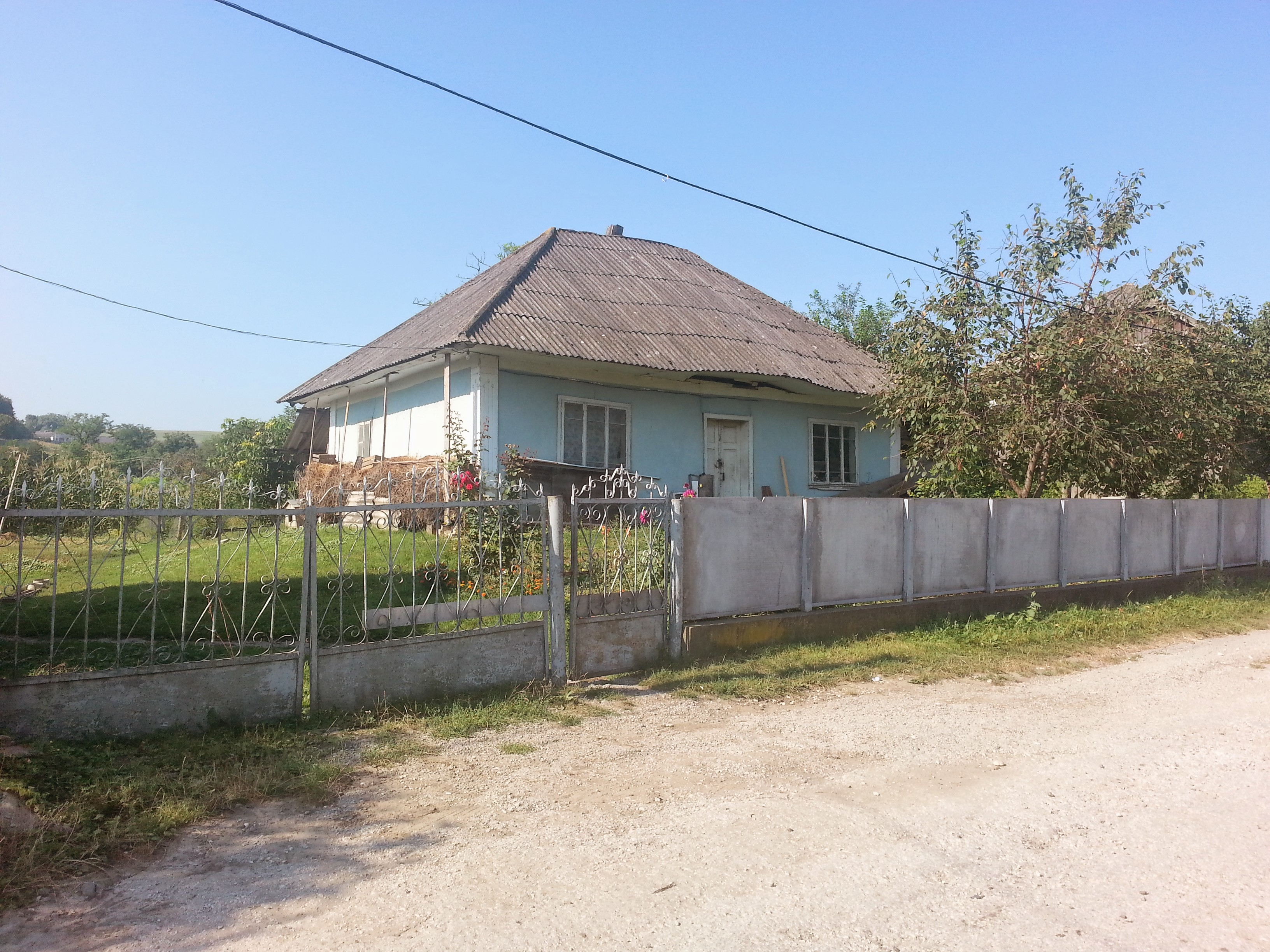
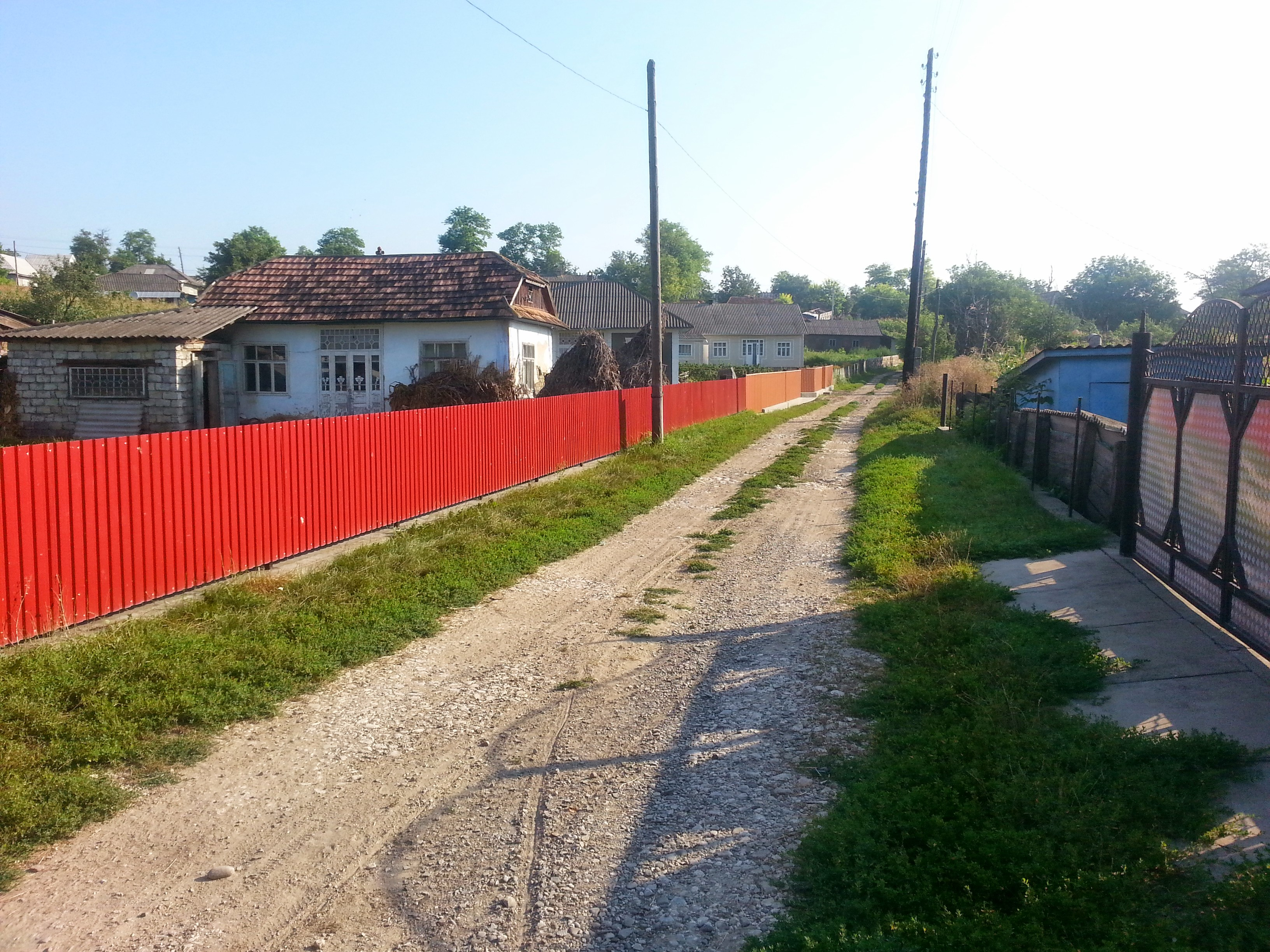
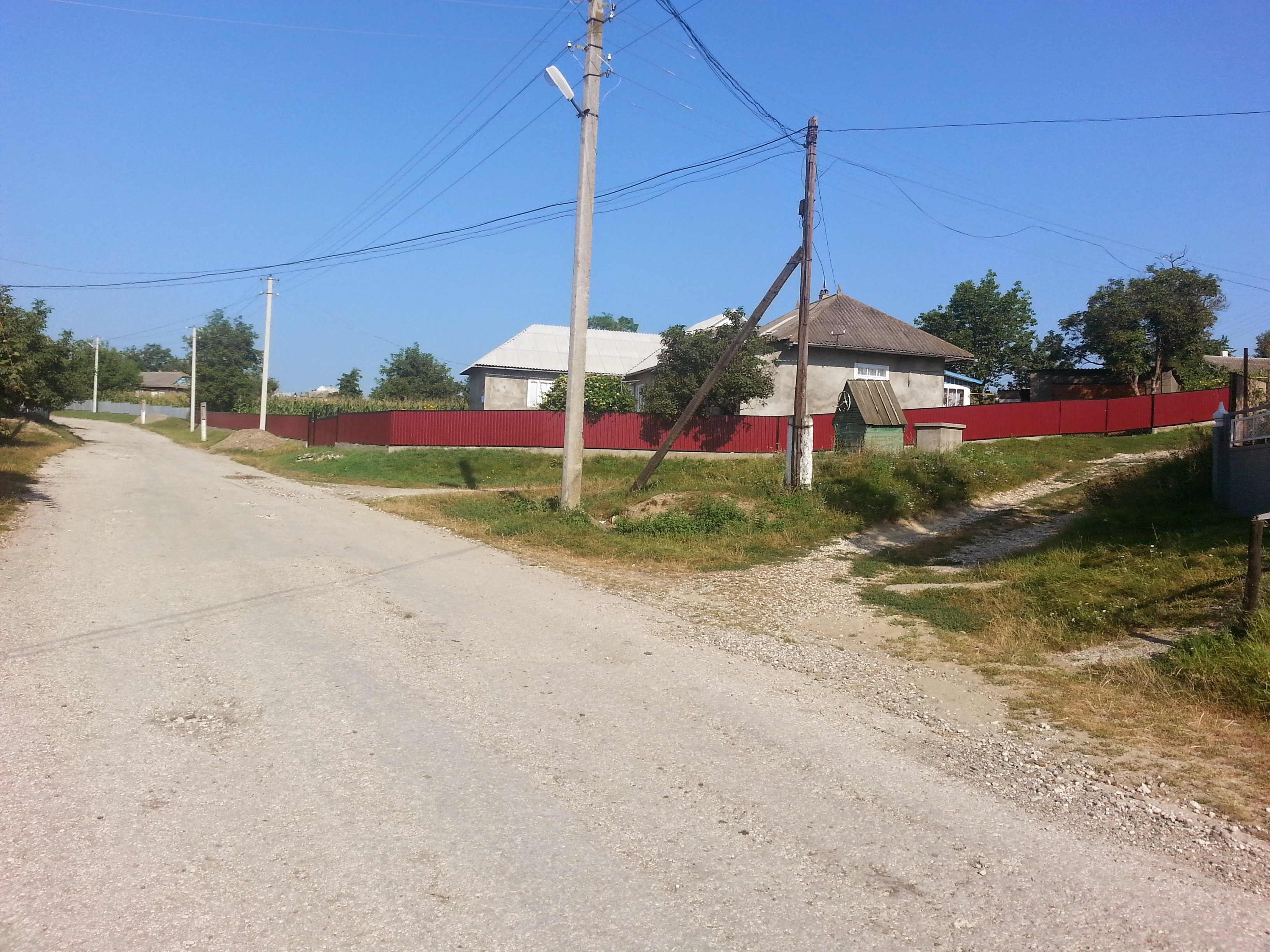
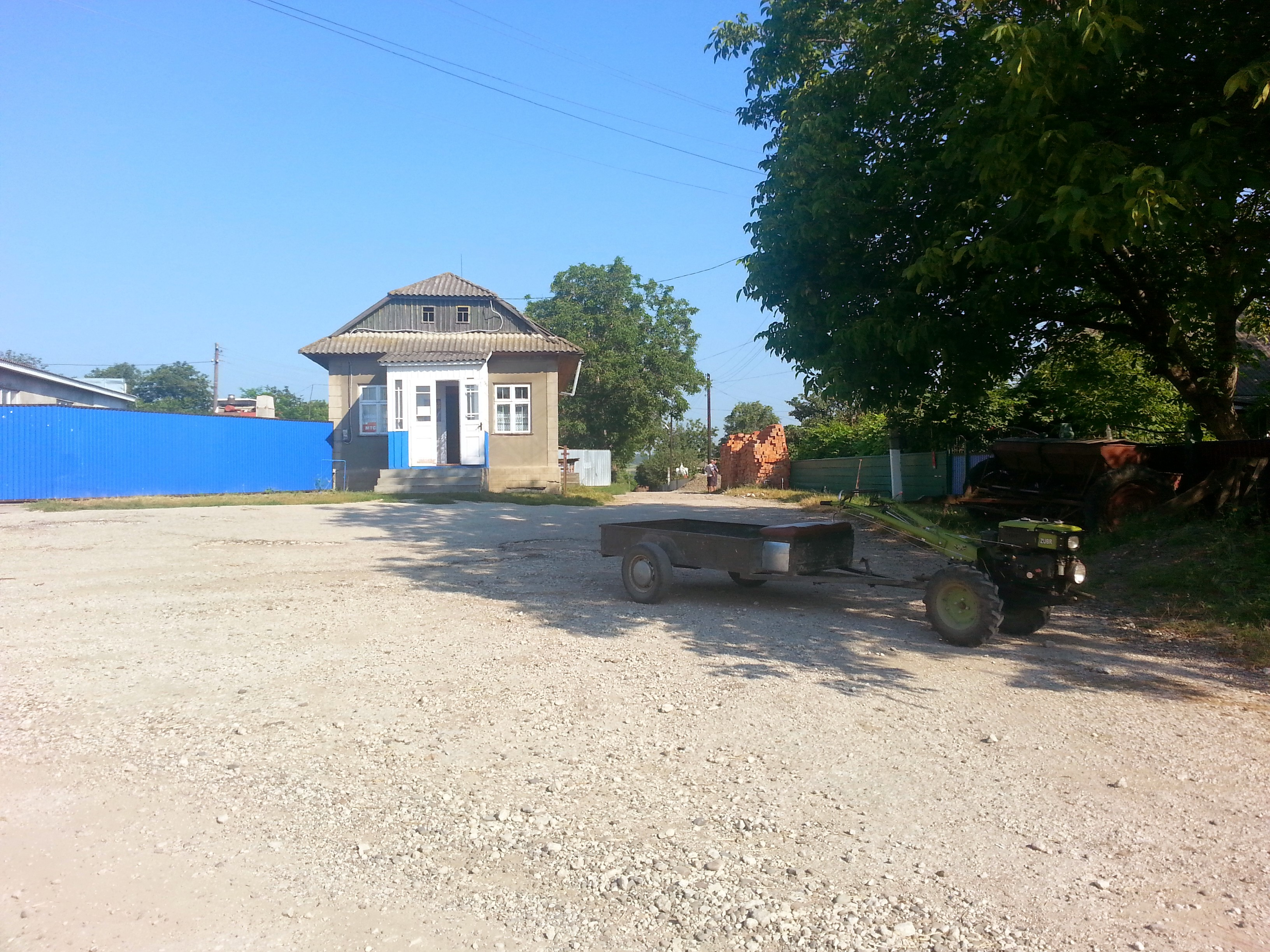
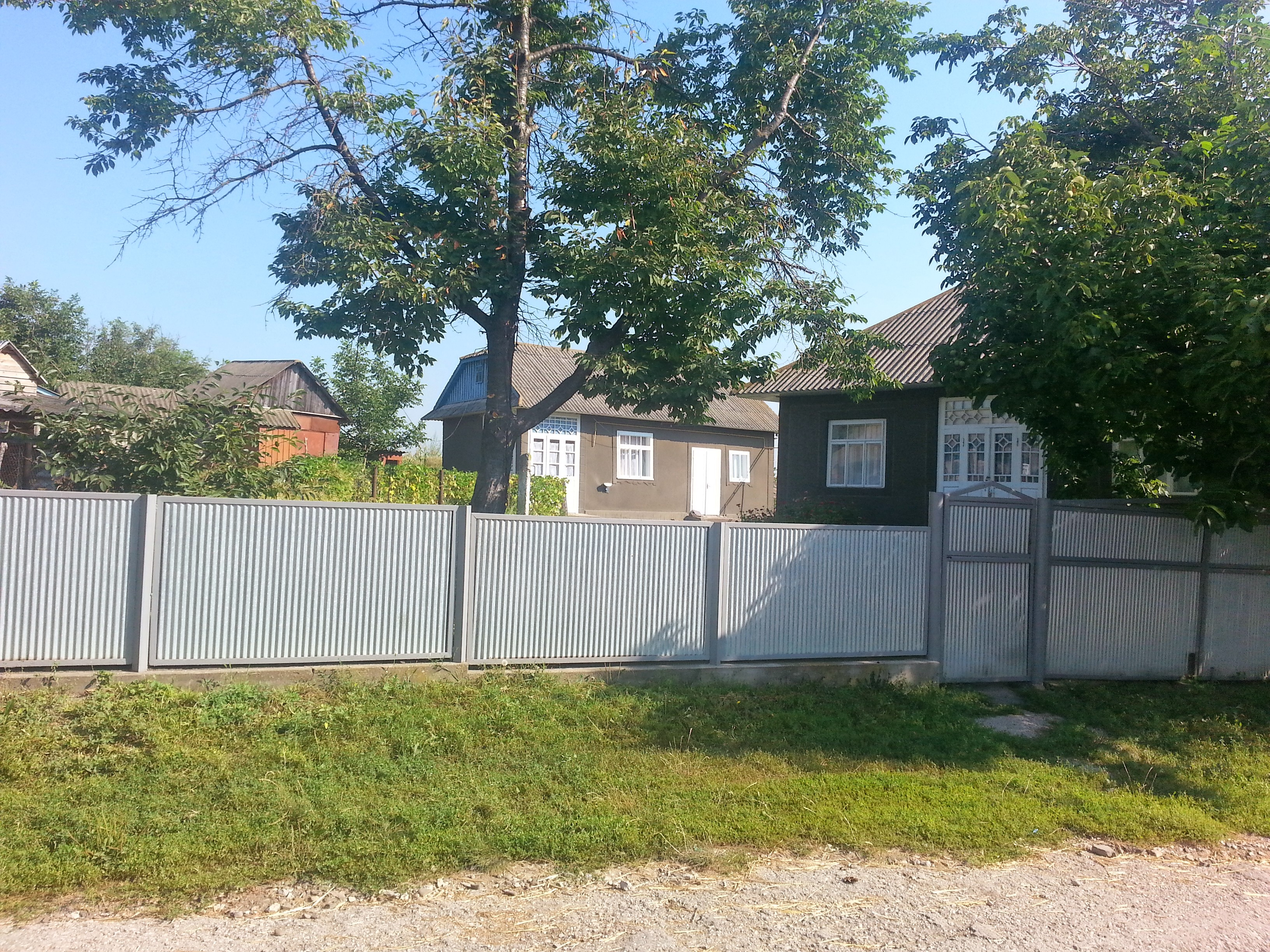
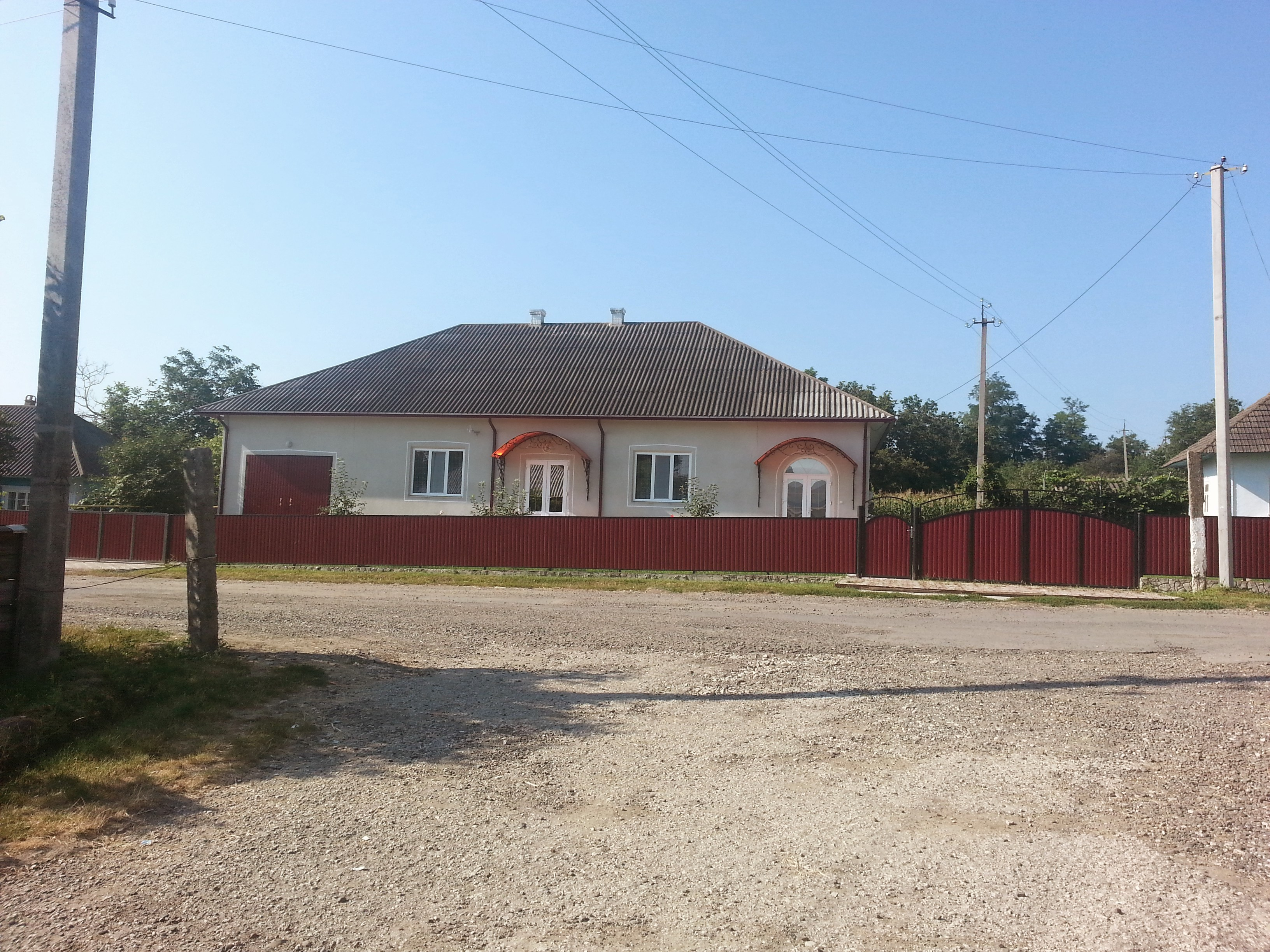
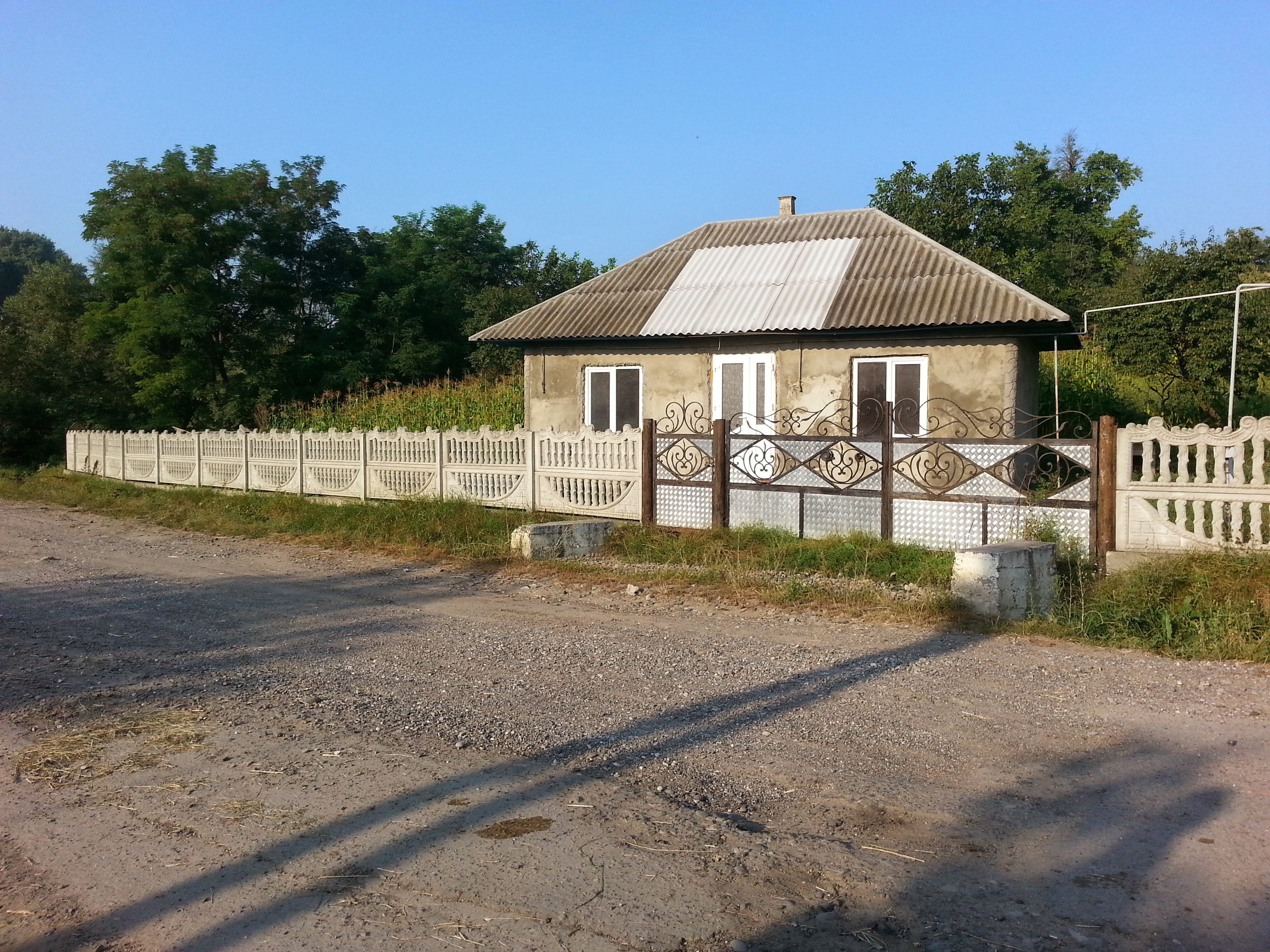
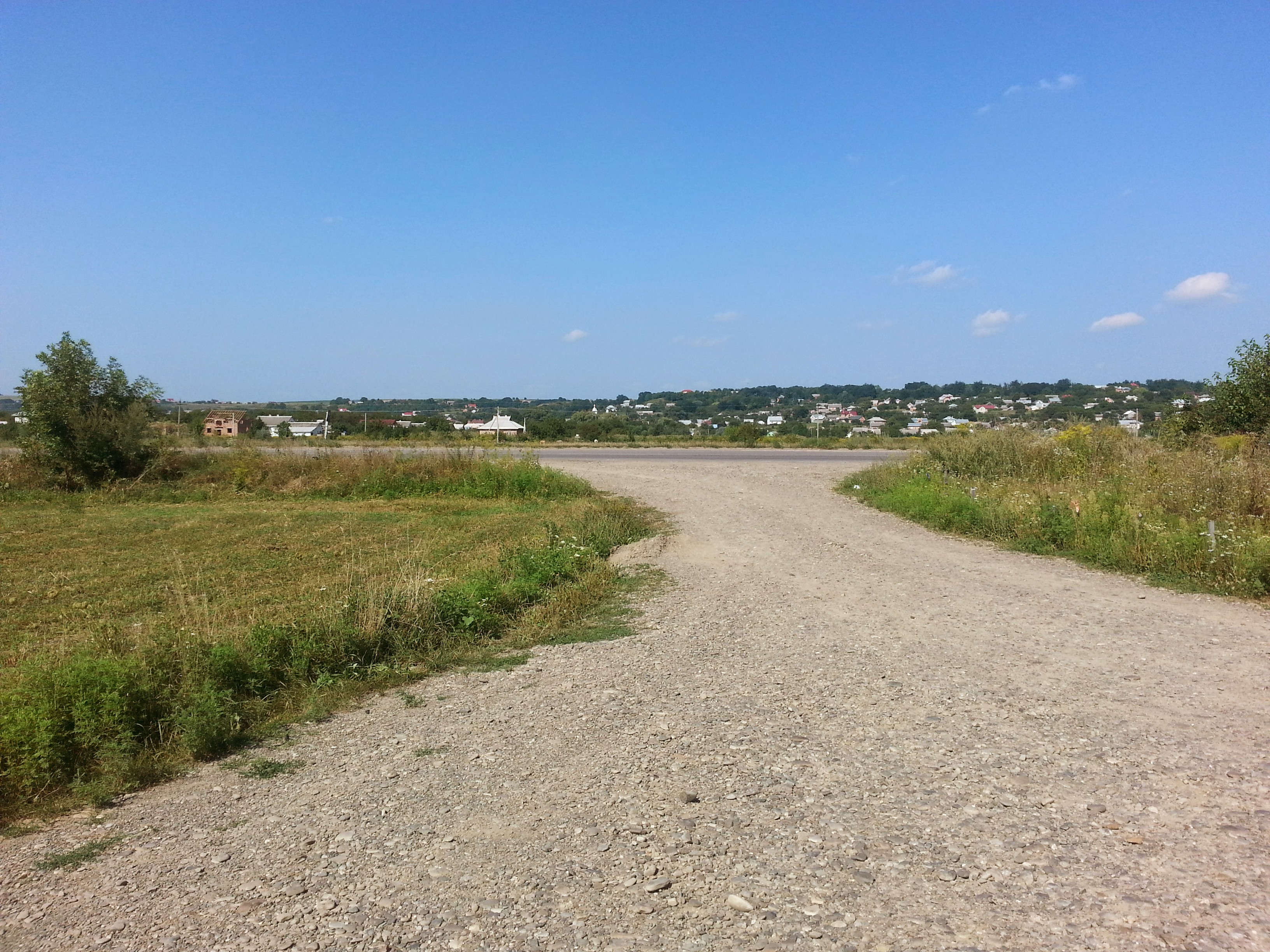
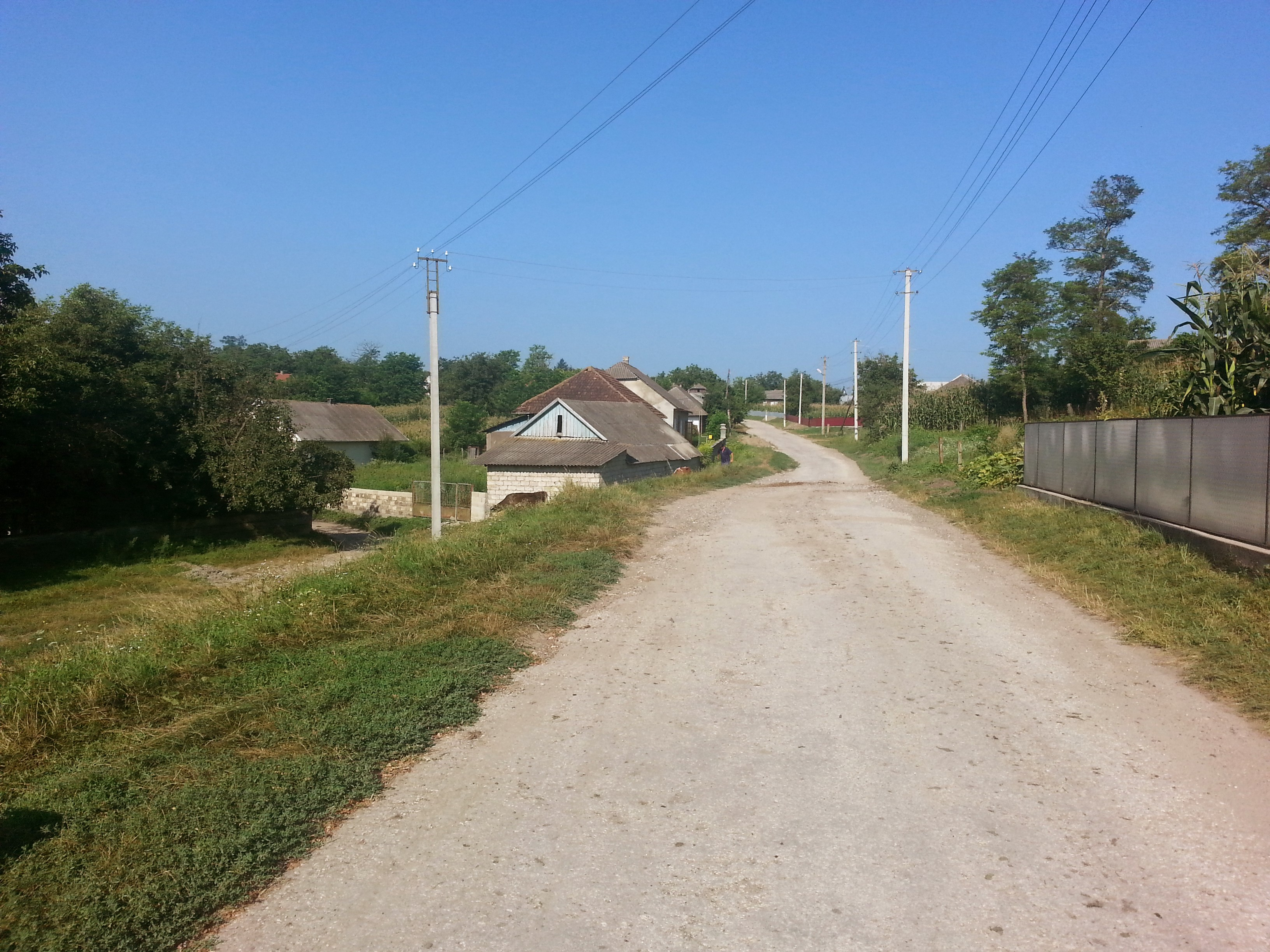
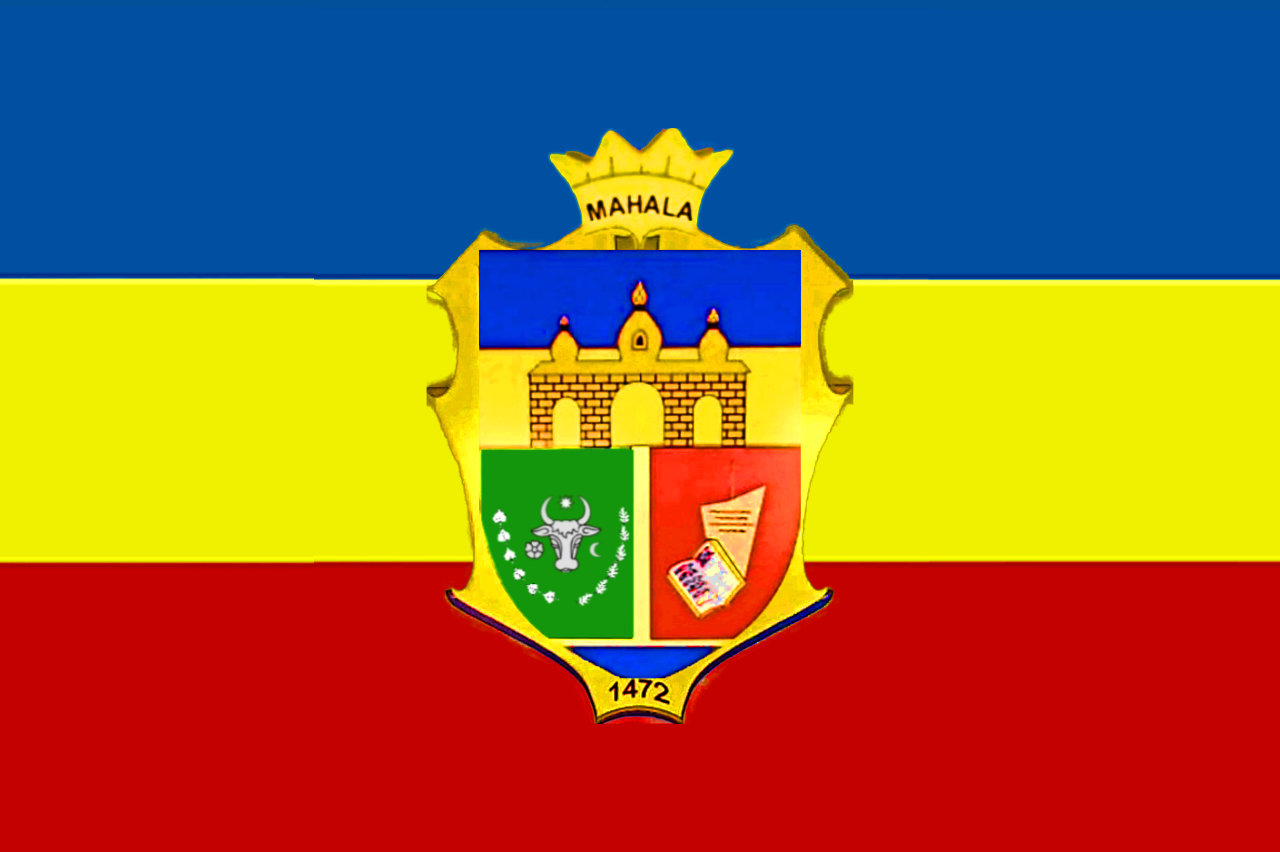
прапор с. Магала
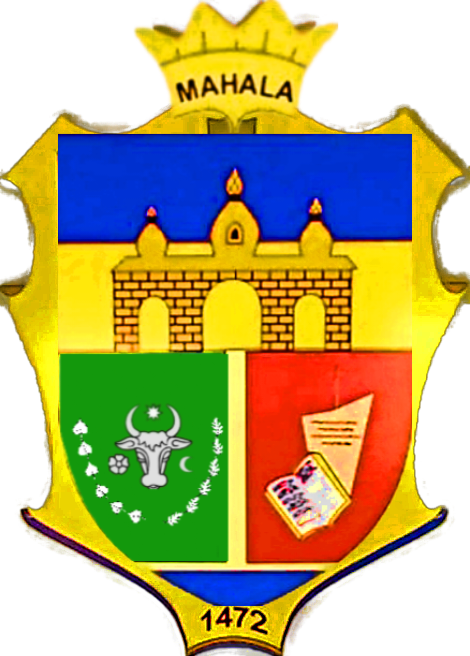
герб с. Магала